# Combretum oyemense
Combretum oyemense är en tvåhjärtbladig växtart som beskrevs av Arthur Wallis Exell. Combretum oyemense ingår i släktet Combretum och familjen Combretaceae. Inga underarter finns listade i Catalogue of Life.